# Fernand Casellini

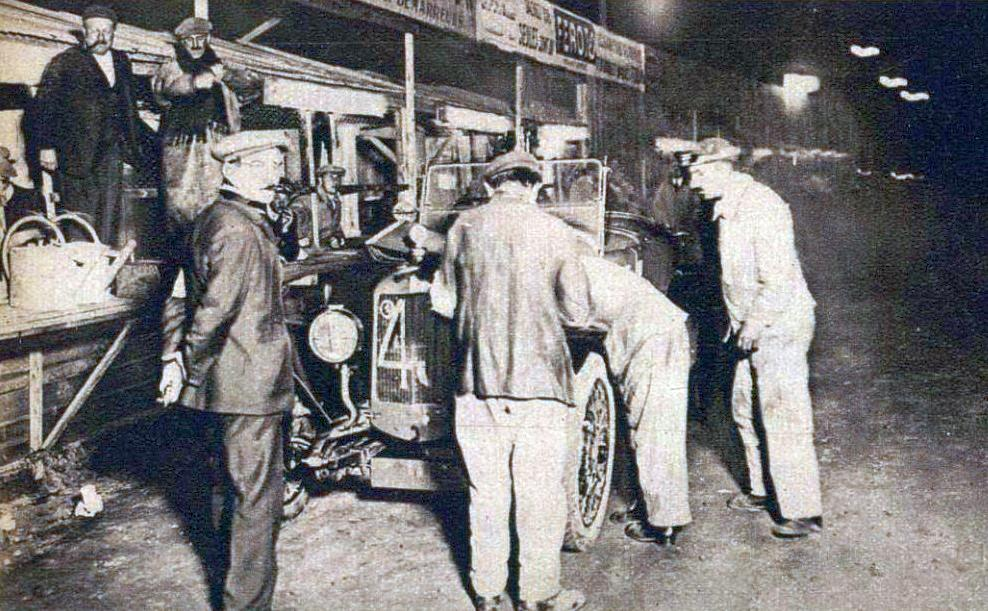
24-Stunden-Rennen von Le Mans 1924; Fahrerwechsel beim Majola von Fernand Casellini und Charles Follot

Fernand Casellini war ein französischer Autorennfahrer.

## Karriere als Rennfahrer
Fernand Casellini war in seiner Karriere zweimal beim 24-Stunden-Rennen von Le Mans am Start. Beide Male war er Fahrer im Team von Jean Majola und konnte das Rennen wegen identischer Schäden am Motor der Einsatzfahrzeuge nicht beenden. 1924, mit Teampartner Charles Follot, und 1925 mit Majola selbst waren es schadhafte Ventile, die eine Zielankunft verhinderten.

## Statistik

### Le-Mans-Ergebnisse
| Jahr | Team               | Fahrzeug      | Teamkollege    | Platzierung | Ausfallgrund  |
| ---- | ------------------ | ------------- | -------------- | ----------- | ------------- |
| 1924 | Automobiles Majola | Majola Type A | Charles Follot | Ausfall     | Ventilschaden |
| 1925 | Automobiles Majola | Majola Type F | Jean Majola    | Ausfall     | Motorschaden  |